# Trigrad-kloof
De Trigrad-kloof (Триградско ждрело, Trigradsko zjdrelo) is een kloof bestaande uit verticale marmeren rotsen in het Rodopegebergte. De kloof ligt in de provincie Smoljan, een van de meest zuidelijke provincies van Bulgarije.
De kloof omsluit de loop van de Trigradska, die uitmondt in de Djavolskoto garlo (Дяволското гърло) en 530 meter verderop naar boven komt als een grote karstbron.
De westelijke muur van de kloof is tot 300 meter hoog, terwijl de oostelijke tot 350 m hoog is. Aanvankelijk liggen de twee wanden ongeveer 300 meter uit elkaar, maar de kloof versmalt tot ongeveer 100 m in het noordelijke deel. De kloof ligt op 1,2 km van het dorp Trigrad op 1450 m boven zeeniveau en heeft een totale lengte van 7 km waarvan de eigenlijke kloof 2 à 3 km lang is.